# شهرستان گو (کانزاس)
شهرستان گو، کانزاس (به انگلیسی: Gove County, Kansas) یک سکونتگاه مسکونی در ایالات متحده آمریکا است که در کانزاس واقع شده‌است.

## نگارخانه

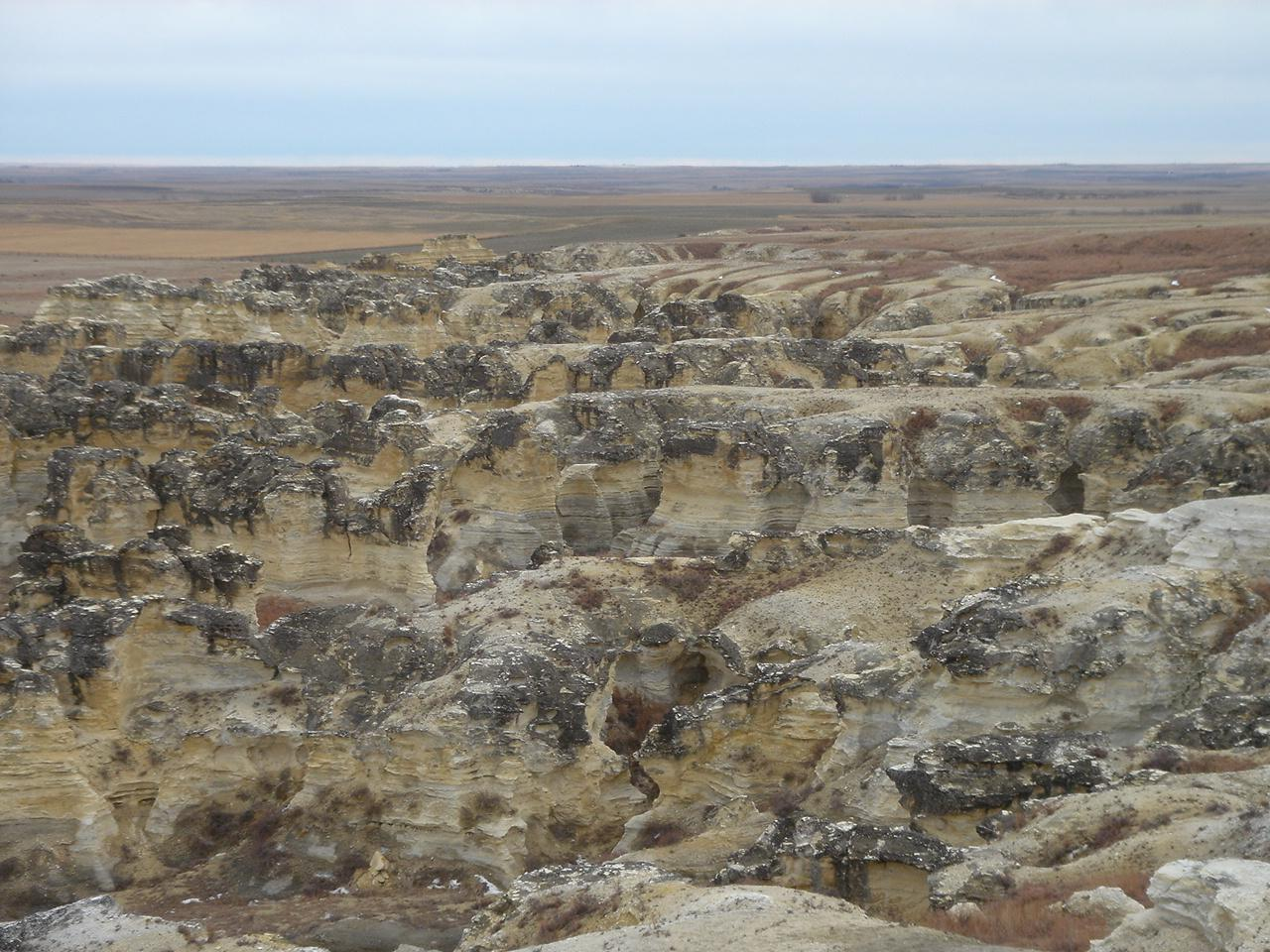
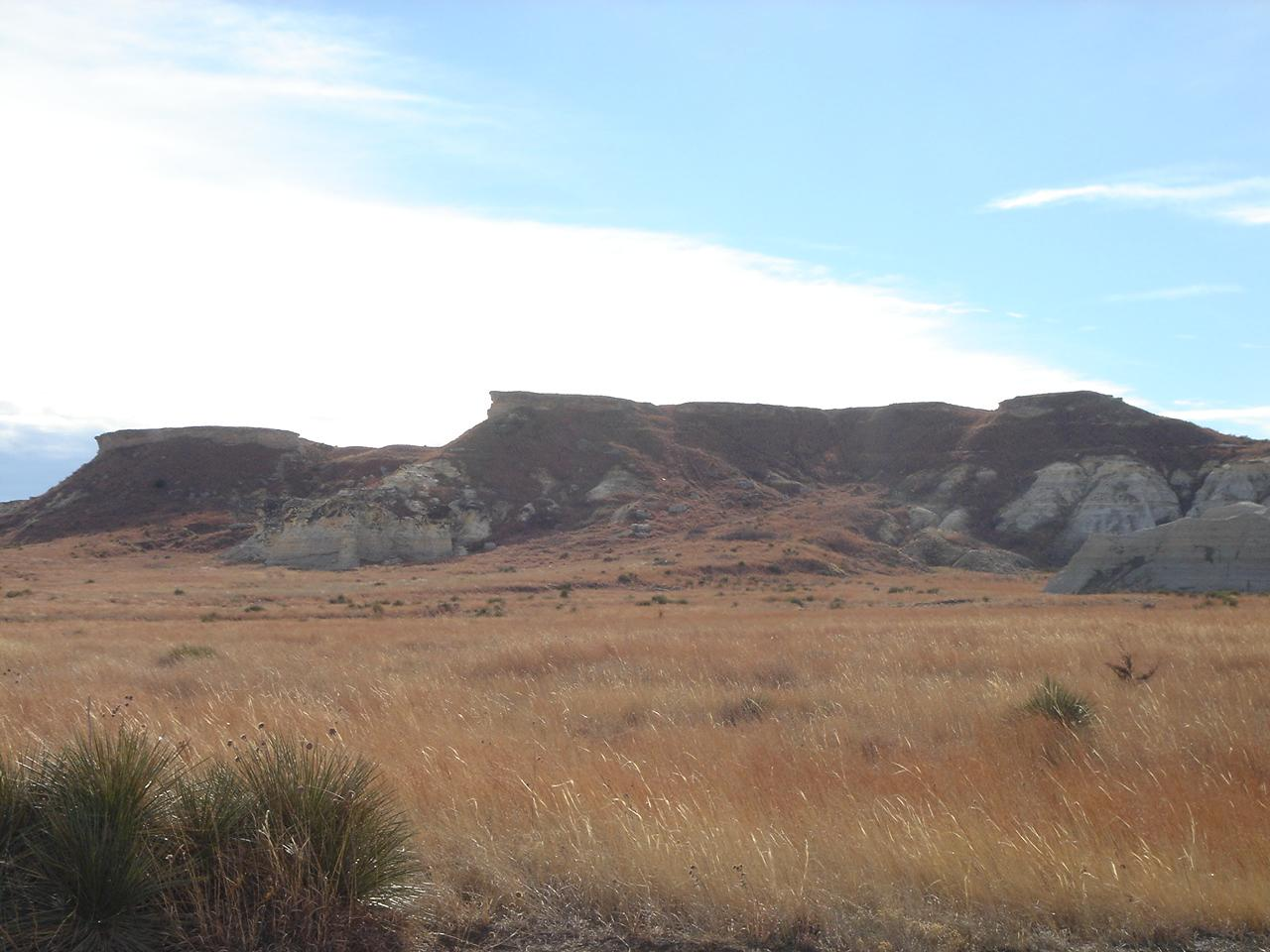
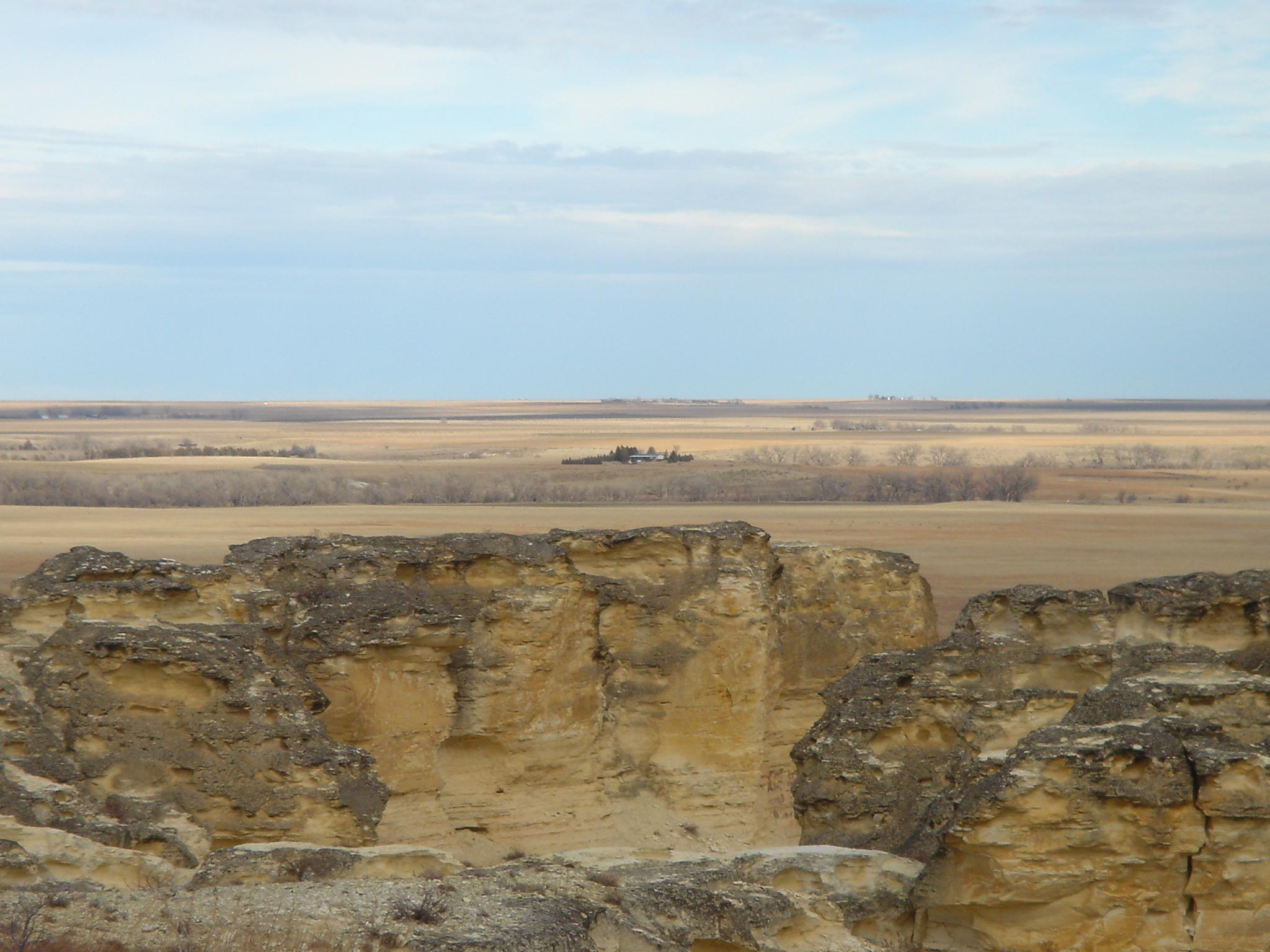
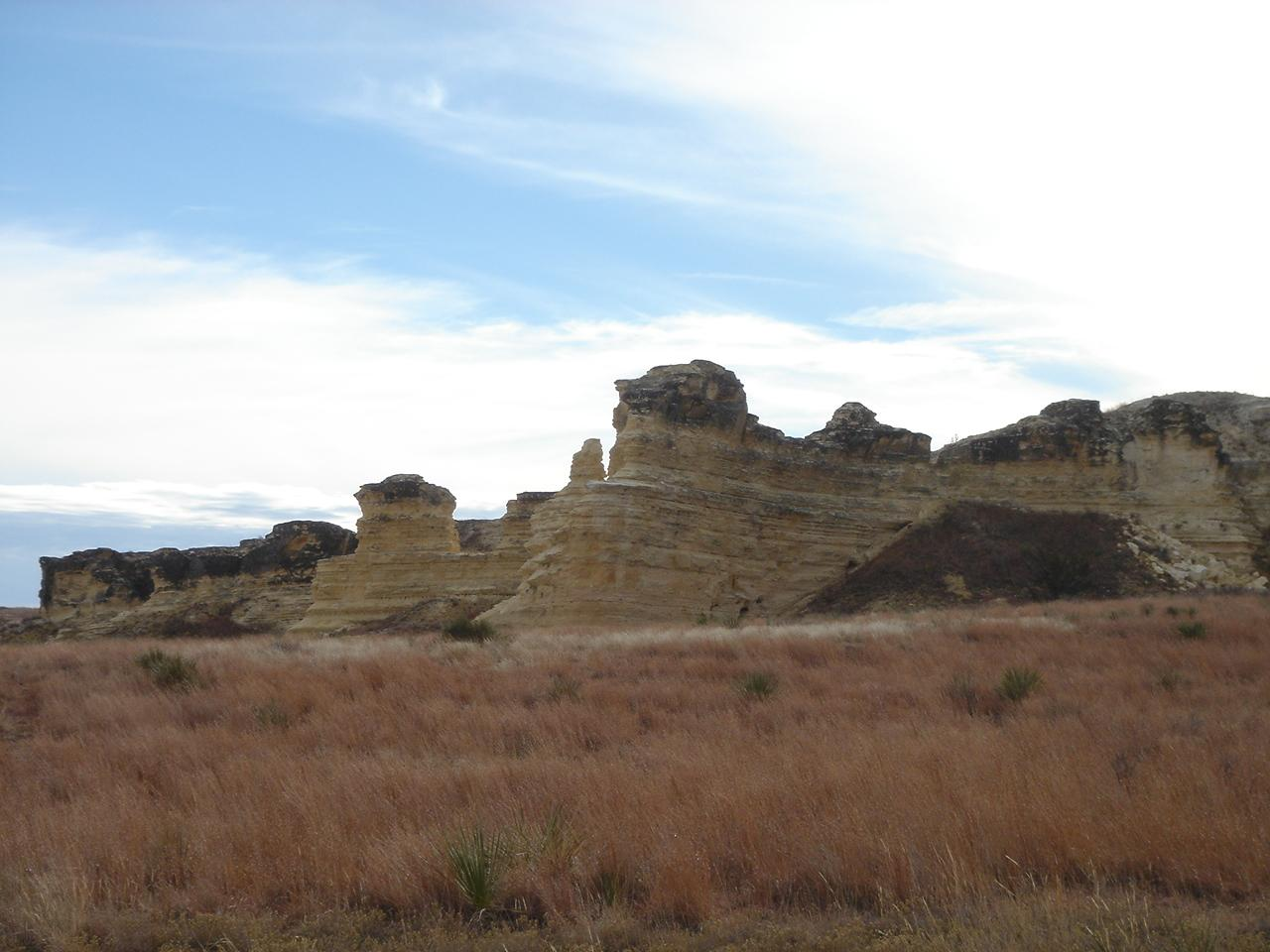
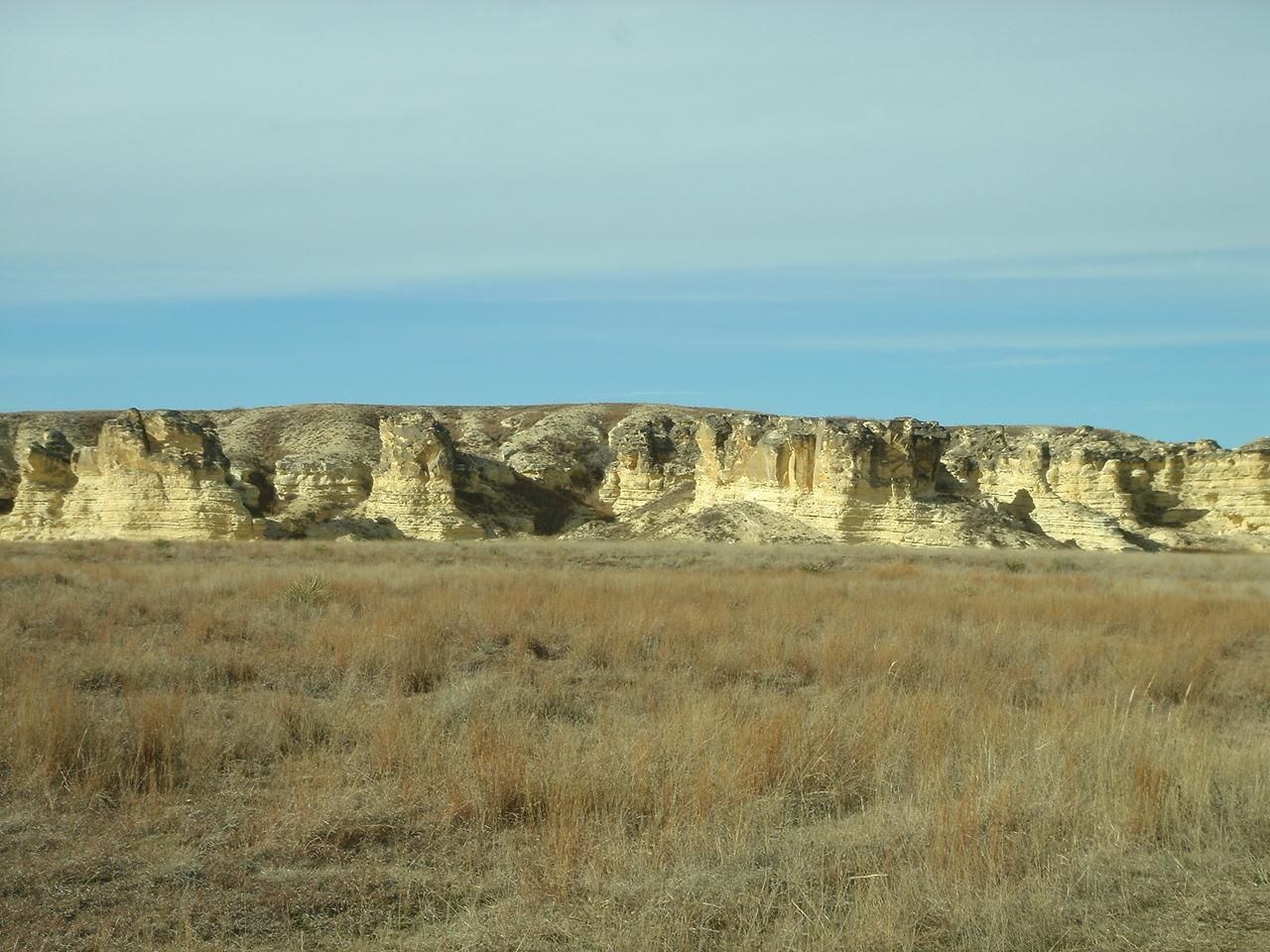